# Халвари, Микко
Микко Йоханнес Халвари (фин. Mikko Johannes Halvari; род. 4 марта 1983, Порвоо, Уусимаа) — финский легкоатлет, специалист по многоборьям. Выступал за сборную Финляндии по лёгкой атлетике в 2000-х годах, бронзовый призёр юниорского мирового первенства, участник летних Олимпийских игр в Пекине.

## Биография
Микко Халвари родился 4 марта 1983 года в городе Порвоо провинции Уусимаа.
Проходил подготовку в легкоатлетическом клубе муниципалитета Туусула, был подопечным тренера Юсси Вялимяки.
Впервые заявил о себе в лёгкой атлетике на международном уровне в сезоне 2002 года, когда вошёл в состав финской национальной сборной и побывал на юниорском мировом первенстве в Кингстоне, откуда привёз награду бронзового достоинства, выигранную в десятиборье — уступил здесь только Леониду Андрееву из Узбекистана и Надиру Эль-Фасси из Франции.
В 2003 году на молодёжном европейском первенстве в Быдгоще занял 16-е место в десятиборье.
На молодёжном европейском первенстве 2005 года в Эрфурте с результатом в 7567 очков был шестым.
Благодаря череде удачных выступлений удостоился права защищать честь страны на летних Олимпийских играх 2008 года в Пекине — провалил все попытки в прыжках с шестом и набрал в сумме всех дисциплин десятиборья 6486 очков, таким образом расположился в итоговом протоколе соревнований на 26-й строке (впоследствии в связи с дисквалификацией россиянина Александра Погорелова поднялся до 25-й позиции).
После пекинской Олимпиады Халвари ещё в течение некоторого времени оставался в составе легкоатлетической команды Финляндии и продолжал принимать участие в крупнейших международных стартах. Так, в 2010 году с результатом в 7483 очка он закрыл двадцатку сильнейших на чемпионате Европы в Барселоне, установив при этом свой личный рекорд в десятиборье.